# Velká (Kamýk nad Vltavou)
Velká je vesnice, část obce Kamýk nad Vltavou v okrese Příbram ve Středočeském kraji. Nachází se asi 2,5 kilometru severně od Kamýka nad Vltavou na soutoku řeky Vltavy a Vápenického potoka.
Velká leží v katastrálním území Velká nad Vltavou o rozloze 4,14 km², vesnicí prochází silnice II/102 a v roce 2011 zde trvale žilo 81 obyvatel.

## Historie
První písemná zmínka o vesnici pochází z roku 1325. V tomto roce byly prodány kamýcké lesy panu Heřmanovi z Miličína. V roce 1523 vesnice patřila ke hradu Vrškamýk.

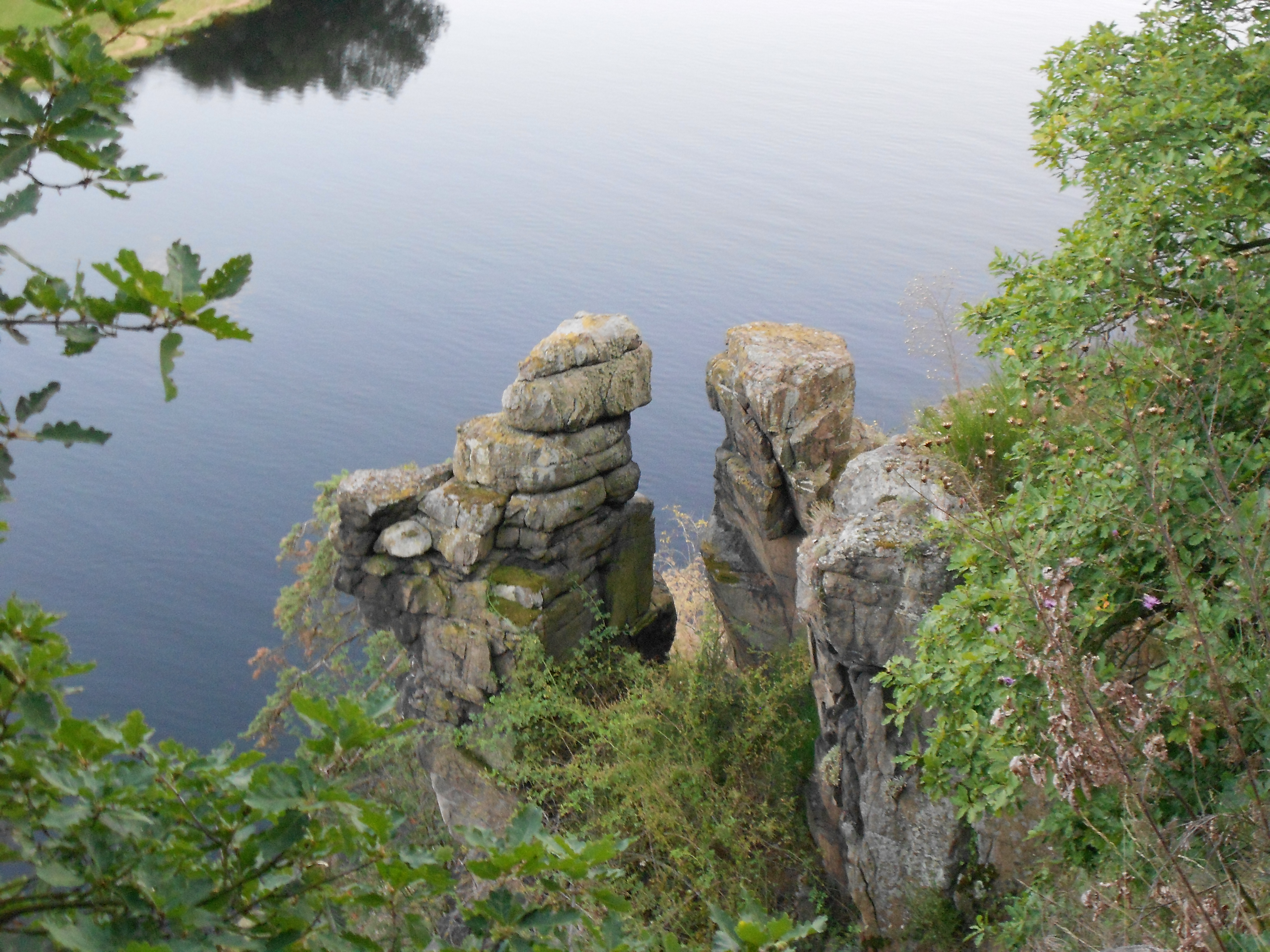
Skály u Velké: Sfingy

Vznik Sboru dobrovolných hasičů ve Velké nad Vltavou se dle dochovaných dokumentů datuje v roce 1905.
Od roku 1954 do roku 1960 existovala spojená obec Velká – Vestec, ve které žilo přes 250 lidí.
Po druhé světové válce začalo postupné vysidlování. Několik obyvatel odešlo do pohraničí a po roce 1948 muselo mnoho mladých lidí změnit zaměstnání a odejít za prací v průmyslu nebo v dolech.
Největší vysidlování nastalo mezi lety 1952–1954, kdy bylo zbořeno čtrnáct domů a dlážděná cesta vedoucí do sousedních vesnic byla zatopena. Příčinnou byla stavba vodní nádrže Slapy. Velká tak byla odříznuta od okolí. Obyvatel ubývalo a vesnice získala charakter rekreační osady.

## Přírodní poměry

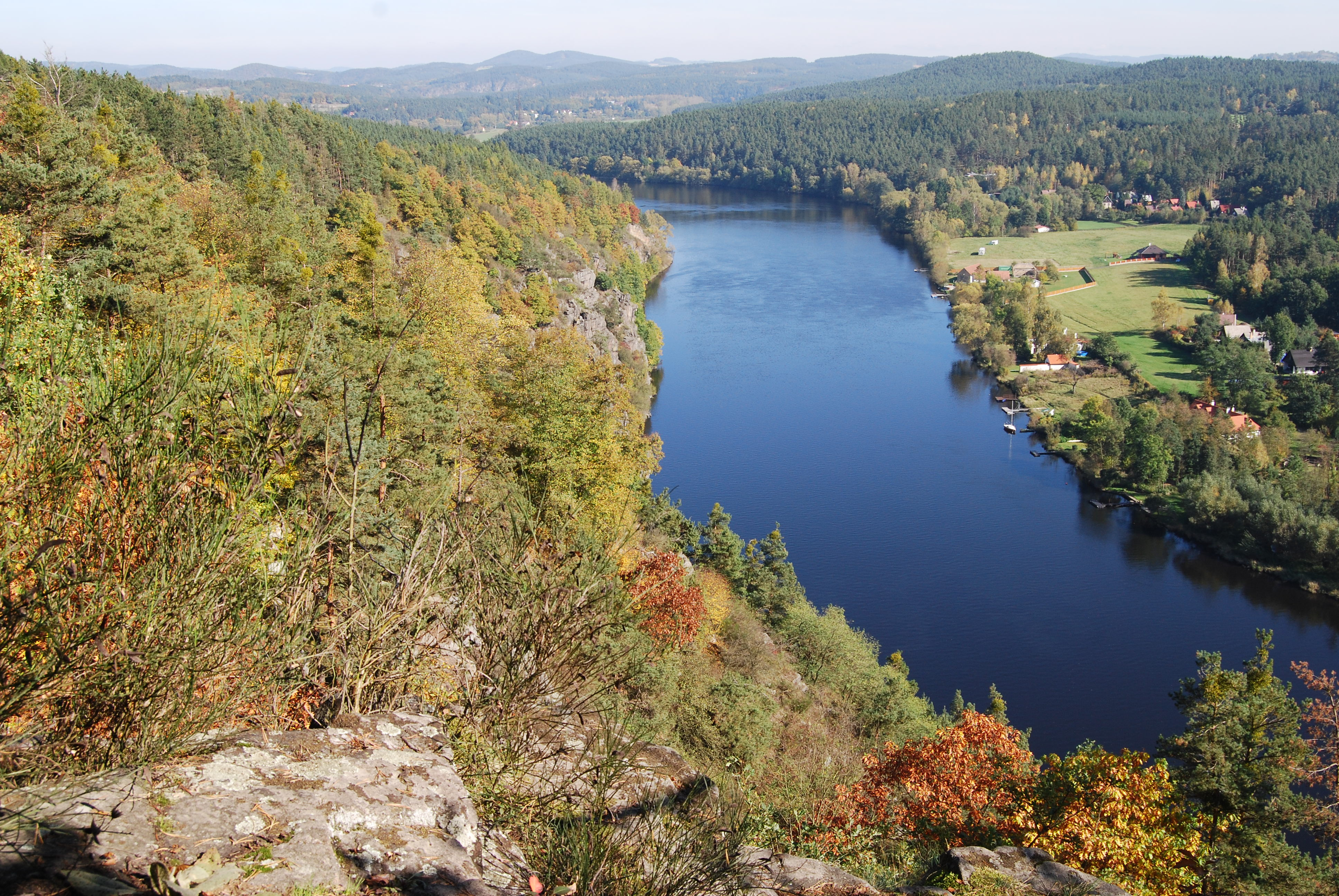
Pohled na vodní nádrž Slapy z vyhlídky nad skalami u Velké

### Dlážděnka
Stará dlážděná cesta na levém břehu Vltavy v obci nabízí zajímavé výhledy a bývá průchozí při zimním upouštění slapské přehrady, pokud je hladina vody do 267 metrů (viz hladina vody v nádržích PVL Archivováno 16. 1. 2022 na Wayback Machine.). V místě přítoku Vápenického potoka je cesta snížená asi o dvacet centimetrů a tvoří zde tzv. necky (viz pohled z místní webkamery), druhé necky jsou o sto metrů dále po proudu pod chatami, kde se do řeky podruhé připojuje potok.

### Skály u Velké
Severně od vesnice se na levém břehu Vltavy nachází pozoruhodné skalní město, označované jako Skály u Velké nebo jen zkráceně Velká. Součástí skalního defilé, tyčícího se nad hladinou Slapské přehrady, jsou mohutné žulově skalní věže. Mezi nejznámější zdejší útvary patří Sfingy, Komín (též Boží prst nebo Pyramida), Bába s nůší nebo Supí hlava, které mají kromě místních názvů odlišná pojmenování od horolezců. Skály u Velké jsou evidovány jako významná horolezecká lokalita. Nachází se zde více než 200 lezeckých cest od třetího až po osmý stupeň obtížnosti dle stupnice UIAA.

### Okáč bělopásný
V kaňonu Vltavy podél Kamýku nad Vltavou a Velké se hojně vyskytuje kriticky ohrožený motýl Okáč bělopásný, kterému napomáhají každoroční organizované průklesty svahů od invazivních křovin a pasení koz nad skalním městem.

## Obyvatelstvo
| Rok            | 1869 | 1880 | 1890 | 1900 | 1910 | 1921 | 1930 | 1950 | 1961 | 1970 | 1980 | 1991 | 2001 | 2011 | 2021 |
| -------------- | ---- | ---- | ---- | ---- | ---- | ---- | ---- | ---- | ---- | ---- | ---- | ---- | ---- | ---- | ---- |
| Počet obyvatel | 278  | 302  | 297  | 326  | 294  | 277  | 283  | 193  | 131  | 108  | 102  | 89   | 70   | 81   | 104  |
| Počet domů     | 41   | 45   | 51   | 52   | 54   | 54   | 54   | 56   | 35   | 32   | 33   | 39   | 39   | 48   | 52   |

## Obecní správa
Při sčítání lidu v letech 1850–1979 Velká byla samostatnou obcí v okrese Příbram. Od 1. ledna 1980 je částí obce Kamýk nad Vltavou v okrese Příbram.